# Iwan Dubowoj (1900–1981)
Iwan Wasiljewicz Dubowoj (ros. Иван Васильевич Дубовой, ur. 3 czerwca?/16 czerwca 1900 w Starobielsku, zm. 17 kwietnia 1981 w Kaliningradzie) – radziecki generał major wojsk pancernych, Bohater Związku Radzieckiego (1944).

## Życiorys
Był Ukraińcem. Skończył szkołę rzemieślniczą, pracował jako pomocnik mechanika, w 1918 został sekretarzem powiatowego komitetu Komsomołu, w lipcu 1919 ochotniczo wstąpił do Armii Czerwonej. Uczestniczył w wojnie domowej w Rosji na Froncie Południowym i Zachodnim i w wojnie z Polską, we wrześniu 1920 podczas odwrotu czerwonoarmistów spod Warszawy został ciężko ranny, następnie internowany w Prusach Wschodnich. Po miesiącu wrócił do Rosji i do służby wojskowej, w 1921 ukończył kursy artyleryjskie w Sewastopolu, w 1923 szkołę artylerii w Charkowie, w 1925 szkołę artylerii w Odessie, w 1928 kursy doskonalenia kadry dowódczej w Sewastopolu, a w 1935 Wojskową Akademię Mechanizacji i Motoryzacji Armii Czerwonej im. Stalina. Po ukończeniu akademii został skierowany na Daleki Wschód jako szef sztabu batalionu czołgów, później dowodził batalionem czołgów i pracował w sztabie Samodzielnej Dalekowschodniej Armii Czerwonego Sztandaru, od marca 1938 do sierpnia 1939 pracował w sztabie brygady zmechanizowanej w Białoruskim Okręgu Wojskowym, potem został szefem sztabu brygady pancernej, a w listopadzie 1940 szefem sztabu 7 Dywizji Pancernej w Zachodnim Specjalnym Okręgu Wojskowym. W marcu 1941 został szefem sztabu 20 Korpusu Zmechanizowanego 13 Armii Zachodniego Specjalnego Okręgu Wojskowego, z którym od czerwca 1941 brał udział w wojnie z Niemcami na Froncie Zachodnim, od września 1941 do lutego 1942 był szefem sztabu, następnie dowódcą 25 Brygady Pancernej, walczył w bitwie pod Moskwą, w marcu 1942 został zastępcą dowódcy 47 Armii Frontu Krymskiego. W końcu maja 1942 objął funkcję szefa sztabu 1 Korpusu Zmechanizowanego na Froncie Kalinińskim, potem Stepowym, uczestniczył w operacji Mars i bitwie pod Kurskiem, 16 lipca 1943 otrzymał stopień generała majora wojsk pancernych, od sierpnia do grudnia 1943 dowodził 7 Korpusem Zmechanizowanym w 5 Armii Pancernej Gwardii, 19 października 1943 został ranny. Od grudnia 1943 do sierpnia 1944 dowodził 16 Korpusem Piechoty na 1 Froncie Ukraińskim, brał udział w operacji humańsko-botoszańskiej, m.in. wyzwoleniu Humania, a 26 marca 1944 w zajęciu Bielec, w lipcu i sierpniu 1944 uczestniczył w operacji białoruskiej w składzie 1 Frontu Białoruskiego, później uczył się w wyższej szkole oficerskiej. Od grudnia 1946 do grudnia 1947 był zastępcą dowódcy 18 Dywizji Zmechanizowanej Gwardii, później szefem sztabu Zarządu Wojsk Pancernych i Zmechanizowanych Zakaukaskiego Okręgu Wojskowego, potem wykładał w Wojskowej Akademii Wojsk Pancernych i Zmechanizowanych, w sierpniu 1955 zwolniono go do rezerwy.

## Odznaczenia
- Złota Gwiazda Bohatera Związku Radzieckiego (11 marca 1944)
- Order Lenina (dwukrotnie)
- Order Czerwonego Sztandaru (trzykrotnie)

I medale oraz zagraniczny order i zagraniczny medal.